# Roy Conli
Roy Conli est un producteur américain de films d'animation né le 15 août 1971 à Los Angeles et travaillant pour Walt Disney Animation Studios.

## Filmographie

### Producteur
- 1996 : Le Bossu de Notre-Dame
- 2002 : La Planète au trésor : Un nouvel univers
- 2010 : Raiponce
- 2014 : Le Festin
- 2014 : Les Nouveaux Héros
- 2016 : Nés en Chine
- 2017 : La Reine des neiges : Joyeuses fêtes avec Olaf
- 2018 : Blue
- 2019 : Penguins
- 2020 : Sur la route des éléphants
- 2020 : Penguins: Life on the Edge
- 2020 : Éléphants
- 2022 : Ours polaire
- 2022 : Bear Witness
- 2022 : Avalonia, l'étrange voyage

### Acteur
- 2010 : Raiponce : voix additionnelles
- 2014 : Les Nouveaux Héros : voix additionnelles
- 2018 : Short Circuit : Old Bert (1 épisode)